# World Padel Tour
Il World Padel Tour (WPT) è stato un circuito professionistico mondiale di padel, sostituito dal Premier Padel nel 2023 in seguito ad una unificazione.

## Storia
Prima della nascita del WPT, il circuito era riunito nel Padel Pro Tour che è stato il più importante circuito di padel professionistico al mondo nei suoi otto anni di esistenza (2005-2012), sia per il livello organizzativo dei tornei che per la partecipazione dei migliori giocatori a livello mondiale. Al Padel Pro Tour, a partire dal 1º gennaio 2013, si affiancò il WPT, World Padel Tour, ancora oggi il più importante appuntamento per gli appassionati di questo sport. Il WPT fu frutto di un accordo tra gli organizzatori, l’associazione dei giocatori professionisti (AJPP) e l’associazione femminile di padel spagnola (AFEP).
Dopo una lunga battaglia legale, che ha visto protagonisti i due circuiti PPT e WPT, a causa della concorrenza per le tappe e per la presenza dei giocatori più importanti nel secondo, garantiti dalla AJPP, si trovò un accordo che prevedeva un unico circuito professionistico a livello mondiale: il World Padel Tour.
I tornei del WPT sono mediamente tra i 15 e i 20 l’anno (tranne nel 2020 che sono stati 11 a causa dell'emergenza sanitaria), più un Master finale in cui si affrontano le migliori coppie nel ranking, otto in totale, dopo aver terminato la stagione. Per la categoria femminile il numero dei tornei è stato negli anni passati più basso, partendo da circa la metà di quello maschile, fino ad arrivare allo stesso numero di tornei per entrambe le categorie.
A giugno 2019 vi è stato un accordo storico tra il WPT e la Federazione Internazionale Padel che ha portato all'unificazione di un ranking unico e riconoscibile in tutto il mondo sia per la categoria maschile che femminile.
L'anno 2020 ha segnato invece la prima tappa del circuito in Italia, dal 6 al 13 settembre, a Cagliari dove si è svolto il Sardegna Open.
Nell'agosto 2023, il Qatar Sports Investments (QSI) ha acquisito e fuso la società operativa World Padel Tour al nuovo circuito Premier Padel unificando il circuito mondiale. Ponendo fine dopo 11 anni al circuito mondiale WPT.

## Albo d'oro
| Anno | Campioni doppio maschile | Campioni doppio maschile  | Campionesse doppio femminile | Campionesse doppio femminile |
| ---- | ------------------------ | ------------------------- | ---------------------------- | ---------------------------- |
| 2013 | Fernando Belasteguín     | Juan Martín Díaz Martínez | Elisabeth Amatriaín Armas    | Patricia Llaguno Zielinski   |
| 2014 | Fernando Belasteguín     | Juan Martín Díaz Martínez | María Pilar Sánchez Alayeto  | María José Sánchez Alayeto   |
| 2015 | Fernando Belasteguín     | Pablo de Lima             | María Pilar Sánchez Alayeto  | María José Sánchez Alayeto   |
| 2016 | Fernando Belasteguín     | Pablo de Lima             | Marta Marrero                | Alejandra Salazar Bengoechea |
| 2017 | Fernando Belasteguín     | Pablo de Lima             | María Pilar Sánchez Alayeto  | María José Sánchez Alayeto   |
| 2018 | Maximiliano Sánchez      | Carlos Daniel Gutiérrez   | María Pilar Sánchez Alayeto  | María José Sánchez Alayeto   |
| 2019 | Francisco Navarro        | Juan Lebrón Chincoa       | Marta Marrero                | Marta Ortega Gallego         |
| 2020 | Alejandro Galán Romo     | Juan Lebrón Chincoa       | Gemma Triay Pons             | Lucía Sainz Pelegri          |
| 2021 | Alejandro Galán Romo     | Juan Lebrón Chincoa       | Gemma Triay Pons             | Alejandra Salazar Bengoechea |
| 2022 | Alejandro Galán Romo     | Juan Lebrón Chincoa       | Gemma Triay Pons             | Alejandra Salazar Bengoechea |

## Vittorie per giocatore

### Maschile
| Pos. | Nome                      | N°. | Anni                         |
| ---- | ------------------------- | --- | ---------------------------- |
| 1    | Fernando Belasteguín      | 5   | 2013, 2014, 2015, 2016, 2017 |
| 2    | Juan Lebrón Chincoa       | 4   | 2019, 2020, 2021, 2022       |
| 3    | Pablo de Lima             | 3   | 2015, 2016, 2017             |
| 3    | Alejandro Galán Romo      | 3   | 2020, 2021, 2022             |
| 4    | Juan Martín Díaz Martínez | 2   | 2013, 2014                   |
| 6    | Carlos Daniel Gutiérrez   | 1   | 2018                         |
| 6    | Maximiliano Sánchez       | 1   | 2018                         |
| 6    | Francisco Navarro Compán  | 1   | 2019                         |

### Femminile
| Pos. | Nome                         | N°. | Anni                   |
| ---- | ---------------------------- | --- | ---------------------- |
| 1    | María Pilar Sánchez Alayeto  | 4   | 2014, 2015, 2017, 2018 |
| 1    | María José Sánchez Alayeto   | 4   | 2014, 2015, 2017, 2018 |
| 2    | Alejandra Salazar Bengoechea | 3   | 2016, 2021, 2022       |
| 2    | Gemma Triay Pons             | 3   | 2020, 2021, 2022       |
| 3    | Marta Marrero Marrero        | 2   | 2016, 2019             |
| 6    | Elisabeth Amatriaín Armas    | 1   | 2013                   |
| 6    | Patricia Llaguno Zielinski   | 1   | 2013                   |
| 6    | Marta Ortega Gallego         | 1   | 2019                   |
| 6    | Lucía Sainz Pelegri          | 1   | 2020                   |